# Giring Ganesha
Giring Ganesha Djumaryo (n. 14 de julio de 1983 en Yakarta), conocido artísticamente como Giring Ganesha o Giring, es un cantante indonesio, es el vocalista de la banda musical "Nidji".

## Biografía
Ganesha (cuyo nombre verdadero es Giring Ganesha Djumaryo) nació en Yakarta el 14 de julio de 1983. Su padre se llamaba Djumaryo Imam Muhni. Giring tuvo un gran interés por la música, sobre todo por interpretar un género musical conocido como Britpop, cuando cursaba la escuela. 
En el 2002, fue miembro y fundador de la banda Nidji (el nombre de una adaptación de 虹 [niji], de la palabra japonesa que significa arco iris), junto con Muhammad Ramadista Akbar (Rama), Ariel, Muhammad Andro Regantoro (Andro) y Muhammad Adri Prakarsa (Adri). Con su banda lanzó su primer álbum titulado,'Breakthru ', en el 2006. Su segundo álbum titulado, Top Up, fue lanzado en el 2007. 
En el 2008, él y sus compañeros de la banda escribieron una canción titulada "Laskar Pelangi" ("Guerreros del Arco Iris"), la canción principal de una película titulada "Laskar Pelangi", más adelante ofrecieron un concierto en la ciudad de Makassar, siendo su primer debut de presentaciones en vivo. Más adelante en la revista "Rolling Stone Indonesia", Giring Ganesha admitió en una entrevista, que tan pronto como lo había hecho, había terminado de leer el libro original de Andrea Hirata, que fue una de las fuentes principales para producir una película sobre la vida de esta escritora y Giring Ganesha tuvo una idea de escribir y componer una canción para la película. En el 2009 Giring, apareció en un video musical de un sencillo titulado "Lirih" ("suave voz"), perteneciente al cantante Chrisye.

## Vida personal
En julio del 2010, Giring Ganesh se casó con Chintya Riza, en una ceremonia al estilo javanés.  La pareja tuvo su primera hija nacida en el mes de enero del 2011. Además cita a Chris Martin de Coldplay, como uno de sus artistas favoritos. 
Bibliografía
- «150 Lagu Indonesia Terbaik Sepanjang Masa» [150 Best Indonesian Songs of All Time]. Rolling Stone Indonesia (en indonesian) (Jakarta: a&e Media) (56): 98, 139. diciembre de 2009.
- «Agnes, Giring and Afgan to perform in SEA Games closing». The Jakarta Post. 19 de noviembre de 2011. Archivado desde el original el 26 de marzo de 2012. Consultado el 26 de marzo de 2012.
- Arianto, Arief (7 de enero de 2009). «Giring Nidji Risih Dipanggil Pak Haji» [Giring Nidji Uncomfortable Being Called Mr. Hajji]. Tempo (en indonesian). Archivado desde el original el 10 de marzo de 2012. Consultado el 28 de marzo de 2012.
- Djati, Aryono Huboyo (22 de agosto de 2008). «Lagu Rahasia Yoyo-Chrisye» [Yoyo and Chrisye's Secret Song]. Gatra (en indonesian). Archivado desde el original el 28 de diciembre de 2011. Consultado el 28 de diciembre de 2011.
- «Giring Nidji». KapanLagi.com (en indonesian). Archivado desde el original el 28 de marzo de 2012. Consultado el 28 de marzo de 2012.
- «Giring "Nidji" Tak Kenali Diri Sendiri» [Giring "Nidji" Does Not Know Himself]. Kompas (en indonesian). 29 de mayo de 2010. Archivado desde el original el 27 de marzo de 2012. Consultado el 27 de marzo de 2012.
- Febriani, Prih Prawesti (9 de enero de 2010). «Giring 'Nidji' Ingin Main Film Action» [Giring 'Nidji' Wants to Play Action Films]. Tempo (en indonesian). Archivado desde el original el 28 de marzo de 2012. Consultado el 28 de marzo de 2012.
- Febriani, Prih Prawesti (4 de septiembre de 2010). «Giring 'Nidji' Total di Film Perdana» [Giring 'Nidji' Totally into his First Film]. Tempo (en indonesian). Archivado desde el original el 10 de marzo de 2012. Consultado el 10 de marzo de 2012.
- «Giring ‘Nidji’ to tie the knot after Idul Fitri». The Jakarta Post. 23 de agosto de 2010. Archivado desde el original el 27 de marzo de 2012. Consultado el 26 de marzo de 2012.
- Sabarini, Prodita (11 de enero de 2009). «Nidji: Long journey down the rainbow road». The Jakarta Post. Archivado desde el original el 27 de marzo de 2012. Consultado el 26 de marzo de 2012.
- Sofyan, Eko Hendrawan (20 de enero de 2011). «Giring Rahasiakan Kelahiran Anak Pertamanya?» [Did Giring Cover Up the Birth of His First Child?]. Kompas (en indonesian). Archivado desde el original el 27 de marzo de 2012. Consultado el 27 de marzo de 2012.
- Yudono, Jodhi (28 de mayo de 2010). «"Laskar Pelangi" Diciptakan di Makassar» ["Laskar Pelangi" written in Makassar]. Kompas (en indonesian). Archivado desde el original el 27 de marzo de 2012. Consultado el 27 de marzo de 2012.